# Torild Skogsholm
Torild Skogsholm (née le 18 octobre 1959 à Bodø en Norvège), est une femme politique norvégienne, ministre des Transports et des Communications du 19 octobre 2001 au 17 octobre 2005.